# Imrich Matej
Imrich Matej (27. října 1882 Bardejov – ???) byl československý politik a meziválečný poslanec Národního shromáždění za Komunistickou stranu Československa.

## Biografie
Podle údajů k roku 1929 byl profesí krejčovským pomocníkem v Bardejově.
Po parlamentních volbách v roce 1925 získal za Komunistickou stranu Československa mandát v Národním shromáždění. Mandát ale nabyl až dodatečně roku 1929 poté, co poslanec Michal Kubicsko byl zbaven mandátu a náhradník Josef Balász nepřevzal mandát.